# Brachythecium subrutabulum
Brachythecium subrutabulum är en bladmossart som beskrevs av August Jaeger 1878. Brachythecium subrutabulum ingår i släktet gräsmossor, och familjen Brachytheciaceae. Inga underarter finns listade i Catalogue of Life.